# 機動戰士GUNDAM Twilight AXIS
《機動戰士GUNDAM Twilight AXIS》（日语：機動戦士ガンダム Twilight AXIS）是日本的網路小說，由中村浩二郎執筆，Ark Performance負責故事構成，於2016年開始在日昇動畫所營運的網路小說網站「矢立文庫」進行連載。
本作品為矢立文庫的第一部GUNDAM系列原創小說。故事時間設定在《機動戰士GUNDAM UC》UC-0096年之後數個月、《机动战士GUNDAM 闪光的哈萨维》UC-0105年之前，其登場人物跟組織與前後作品皆有所關聯。

## 概要
宇宙世紀0096年，在經歷過圍繞『拉普拉斯之盒』的戰爭——拉普拉斯之亂後數個月，對於在先前戰役中讓MS發出超乎想像的能力、對戰鬥局勢起到關鍵作用的精神感應框架感到威脅的地球連邦政府，派遣特殊部隊「莫斯提馬」（Mansemat）到在第二次新吉翁抗爭中變成廢墟的小行星「阿克西斯」進行調查。 吉翁出身的雅萊特·艾露美琪與丹頓·海勒格作為平民與莫斯提馬一同前往，卻在阿克西斯內遭到自稱死亡先鋒（CrossBone Vanguard）其中一支武裝團體「巴納武」（Birnam）的襲擊……

## 登場人物

### 地球連邦軍特殊部隊「莫斯提馬」
雅露尼特·艾路馬舒（Arlette Almage，配音：清水理沙）
本作主人公。從一年戰爭時與夏亞·阿茲納布爾一起行動，並曾參與過吉翁公國軍及新吉翁軍的武器開發。曾作為佛拉納岡機關實驗體而接受數個實驗導致變得不容易老化，因此外表看起來較實際年齡年輕。
第二次新吉翁抗爭後，與丹頓一同隱居在SIDE 6，但是為了獲取夏亞的線索而與莫斯提馬一同朝阿克西斯前進。
丹頓·夏力古（Danton Hyleg，配音：阪口周平）
本作主人公。曾擔任過吉翁軍、幽谷及新吉翁軍的測試駕駛員、負責協助新型機的資料收集。接受從一年戰爭時就一同行動的夏亞命令，堅決的守護雅露尼特。
第二次新吉翁抗爭後與雅露尼特一起在SIDE 6經營「丹頓清潔公司」，但為了守護決心前往阿克西斯的雅露尼特，以消除過去的經歷與罪狀為條件加入了莫斯提馬。駕駛仍殘留在阿克西斯內的薩克III改及R·加加，與昆汀一行人進行戰鬥。
邁密特·梅爾卡（Mehmet Merka，配音：小野大輔）
地球連邦政府内閣第六室所屬的中尉，莫斯提馬的隊長。27歳。負責確認可能殘留在阿克西斯內部研究設施中的精神感應框架，以及擔任雅露尼特與丹頓的護衛。

### 死亡先鋒/武裝團體「巴納武」
昆汀·費爾莫（Quentin Fermo，配音：增田俊樹）
奧古斯塔研究所出身的強化人類。搭乘的機體為鋼彈AN-01『崔斯坦』。受麥茲亞·羅納之命、與弟弟一同潛入阿克西斯。
瓦爾特·費爾莫（Walter Fermo）
費爾莫雙胞胎的弟弟，與哥哥昆汀同樣是強化人類。搭乘的機體為拜亞蘭·伊索德。

## 登場機體

### 地球連邦軍特殊部隊「莫斯提馬」
AMX-011S 薩克III改
第一次新吉翁抗爭時所開發，繼承了作為吉翁公國的代表MS——薩克II之名與開發理念的泛用型MS。此機裝備高機動套件而能發揮強大的推力，是原本雅萊特為了夏亞準備的機體，也因此使用代表夏亞的紅色塗裝。原本放置在阿克西斯內，為了迎擊崔斯坦而由丹頓搭乘。
AMX-104 R·加加（R-Jarja）
與薩克III改同為第一次新吉翁抗爭時所開發的白兵戰用MS。雅萊特在哈拉哲·坎恩紀念研究院時也曾負責過該機體。本作所登場的機體為白色與紫色塗裝，被放置在近衛師團專用的MS收納艙中，為了迎擊拜亞蘭·伊索德而由丹頓搭乘。

### 死亡先鋒/武裝團體「巴納武」
RX-78AN-01 鋼彈AN-01『崔斯坦』（Gundam AN-01 "Tristan"）
昆汀·費爾莫所乘坐的MS，為 RX-78NT1 ALEX的延伸機型。入手過程及開發軌跡尚未明瞭。
RX-160G 拜亞蘭·伊索德（Byarlant Isolde）
瓦爾特·費爾莫所乘坐的拜亞蘭系列MS。頭部被換成鋼彈型。
RGM-89 傑鋼（Jegan）
宇宙世紀0090年之後地球連邦軍的主力量產型MS。在武裝團體「巴納武」的運用下，使用紫色塗裝，並進行諸如在主攝影機上增設護目鏡形狀的感應器、攜帶類似射擊長矛的武裝等等的獨自改良。

## 動畫
日昇動畫日前宣佈動畫化，並預計於2017年6月23日開始，以全6話、短篇動畫的形式在官方同好會手機應用程式「鋼彈Fans club」獨家播出。
2017年11月18日到12月1日，由動畫6話加上新場景組合而成的特別篇《機動戰士鋼彈Twilight AXIS 紅色殘影》，將與《機動戰士鋼彈 雷霆宙域戰線 BANDIT FLOWER》一同上映。

### 製作人員
- 原作：矢立肇、富野由悠季
- 故事、概念設計：Ark Performance
- 監督、腳本、人物設計：金世俊
- MS原案：大河原邦男
- 機械設定、作畫監督：金世俊、阿部慎吾
- 美術監督：中村豪希
- 色彩設計：安部なぎさ
- 攝影監督：岩崎敦
- 編輯：新居和弘
- 音響監督：藤野貞義
- 音樂：大間々昂
- 企劃、製作：日昇動畫

### 插入曲
「Let go」（第4話）
作詞、主唱：Mayu Wakisaka / 作曲：Takashi Ohmama

### 各集列表
| 集數 | 分鏡   | 演出   | 作畫監督 | 機械設定 作畫監督 | 公開日期       |
| ---- | ------ | ------ | -------- | ----------------- | -------------- |
| #1   | 金世俊 | 金世俊 | 金世俊   | -                 | 2017年 6月23日 |
| #2   | 金世俊 | 金世俊 | 金世俊   | 阿部慎吾          | 7月7日         |
| #3   | 金世俊 | 金世俊 | 金世俊   | 阿部慎吾          | 7月21日        |
| #4   | 金世俊 | 金世俊 | 金世俊   | -                 | 8月4日         |
| #5   | 金世俊 | 金世俊 | 金世俊   | 阿部慎吾          | 8月18日        |
| #6   | 金世俊 | 金世俊 | 金世俊   | -                 | 9月1日         |

## 漫畫
由蒔島梓執筆的漫畫，於《月刊YOUNG MAGAZINE》2017年11月號開始連載。

## 相關作品
- 機動戰士鋼彈 MSV-R 強尼·萊汀的歸來
- 機動戰士鋼彈 逆襲的夏亞
- 機動戰士GUNDAM UC
- 機動戰士GUNDAM F91

## 外部連結
- 機動戦士ガンダム Twilight AXIS｜矢立文庫 （页面存档备份，存于）
- 機動戦士ガンダム Twilight AXIS 公式Web （页面存档备份，存于）
- ガンダム Twilight AXIS的X（前Twitter）

| 前任： 機動戰士GUNDAM UC | 宇宙世纪 U.C. 0096 | 繼任： 機動戰士GUNDAM NT |